# Hay unos tipos abajo
Hay unos tipos abajo es una película argentina de suspenso de 1985 dirigida por Rafael Filipelli, Emilio Alfaro, Andrés Di Tella y Julio Karp, según el guion de Alfaro y Filipipelli coescrito junto a Antonio Dal Masetto. Es protagonizada por Luis Brandoni, Luisina Brando, Soledad Silveyra, Emilio Alfaro, Marta Bianchi y Elsa Berenguer. Fue el único filme en el cual Alfaro intervino en la dirección. Se estrenó el 26 de septiembre de 1985.
Ambientada en la última dictadura cívico-militar argentina (1976-1983), el film ejerce una fuerte crítica a esta época. El protagonista comienza a tener ataques de paranoia debido a las sospechas de persecución por parte de un grupo de misteriosos hombres parados en la puerta de su edificio, que parecen ser integrantes de los Grupos de Tareas existentes durante el terrorismo de Estado que sucedió en esos años.

## Sinopsis
Durante la última dictadura cívico-militar argentina, autodenominada Proceso de Reorganización Nacional, un joven periodista es alertado por una amiga de que él aparentemente está siendo seguido por fuerzas paramilitares. Las sospechas surgen al verse gente sospechosa parada constantemente frente su edificio. Las dificultades del periodista comienzan a partir de ese momento, mientras transcurre el Mundial de Fútbol Argentina 78.

## Reparto
| Actor               | Personaje         | Notas |
| ------------------- | ----------------- | ----- |
| Emilio Alfaro       | Roberto           |       |
| Ximena Alfaro       |                   |       |
| Elsa Berenguer      | Carmen            |       |
| Marta Bianchi       | Luisa             |       |
| Carlos Bohacek      |                   |       |
| Luisina Brando      |                   |       |
| Luis Brandoni       |                   |       |
| Gofredo Colombo     |                   |       |
| Antonio Dal Masetto | Pasajero del tren | Cameo |
| Andrés Di Tella     |                   |       |
| Roberto Díaz        |                   |       |
| Rodolfo Díaz        |                   |       |
| Germán González     |                   |       |
| Julio Karp          |                   |       |
| Eduardo König       |                   |       |
| Osvaldo Pedroso     |                   |       |
| Matías Puelles      |                   |       |
| Alejandro Seara     |                   |       |
| Soledad Silveyra    |                   |       |
| Carlos Verón        |                   |       |
| Mauro Viale         | Anunciador de tv  |       |
| Sofia Villamil      |                   |       |

- Datos: Q5639991